# Mohammed Adel (activist)
Mohammed Adel (Arabisch: محمد عادل), pennaam Mait Brigadier General (Menit Samnoud (Daqahliyah), 8 augustus 1988), is een prominent Egyptisch activist en blogger. Hij is een van de oprichters en leidende figuren achter de 6 aprilbeweging. Hij werd verschillende malen gearresteerd en zit sinds december 2013 een gevangenisstraf uit van drie jaar vanwege demonstreren zonder vergunning.

## Biografie

### Blogger en activist
Adel studeerde informatietechnologie en is lid van de Kefaya-beweging voor Verandering. Hij heeft een eigen weblog sinds 2005 en schreef in 2006 en 2007 een zestal artikelen voor de Engelse website van de Moslimbroederschap. Hij is verder een betrokken aanhanger van de Palestijnse zaak en reisde onder meer met een hulpkonvooi naar Gaza toen in januari 2008 de grensovergang bij Rafah geblokkeerd werd. Ook voerde hij actief campagne voor de vrijlating van in Israël vastgezette Hamasstrijders. Verder is hij een van de oprichters van de 6 aprilbeweging, waarmee hij in 2008 ook hielp de eerste grote algemene staking te organiseren. Hij had een belangrijke rol in de organisatie van de Egytische Revolutie van 2011. Op Twitter heeft hij rond 75.000 volgers (stand begin 2014).
Tot 2009 werd hij drie maal vastgezet, waarvan vier weken in 2006, twee dagen in 2007 en meer dan drie maanden van 2008 tot 2009. Tijdens zijn derde detentie werd in de blogosfeer de campagne Free Mohammed Adel voor hem georganiseerd.

### Planning van een revolutie
In 2009 ging hij voor training naar het Centrum voor Geweldloze Actie en Strategieën van de jongerenbeweging Otpor! in Belgrado, Servië, die in 2000 beslissend had deelgenomen aan de omverwerping van de regering van Slobodan Milošević. Aan het eind van 2009 keerde hij terug en gaf hij tactieken die hij daar had geleerd door aan leden van de 6 aprilbeweging en Kefaya. Bij elkaar vertaalde hij vijftig methoden van burgerlijke ongehoorzaamheid naar het Arabisch, waarmee de 6 aprilbeweging meer dan driehonderd evenementen naar het model van Otpor! organiseerde.
Als startdatum van de revolutie richtten de bewegingen zich op september 2011, de maand waarin de presidentsverkiezingen stonden gepland en Gamal, de zoon van president Moebarak, naar voren zou worden geschoven als de volgende president van Egypte. De ontwikkelingen gingen echter sneller, allereerst omdat in juni 2010 massale protesten uitbraken naar aanleiding van de foltering en dood van Khaled Saïd door toedoen van de politie. Een half jaar later volgde het lont in het kruitvat met de succesvolle Jasmijnrevolutie in Tunesië van 18 december 2010 tot 14 januari 2011. Hierop besloten de 6 aprilbeweging, de aanhangers van Mohammed el-Baradei en de Moslimbroeders op 25 januari een grote gezamenlijke manifestatie te beginnen. Ook toen Moebarak op 4 februari nog steeds niet van het toneel verdwenen was en de demonstranten de moed dreigden te verliezen, kreeg Adel telefonische instructies van Srđa Popović van Otpor!: "Blijf niet afwachten. Verspreid je in de stad, tart de machthebbers." Moebarak viel uiteindelijk op 11 februari. Niet lang erna werd ook de leider van de 6 aprilbeweging, Ahmed Maher, betrokken in gesprekken over de overgang van het regime.

### Levenslange gevangenisstraf
Ondanks zijn betrokkenheid in 2006 en 2007 bij de Engelse website van de Moslimbroederschap, was Adel geenszins voorstander van de nieuwe grondwet die tijdens de moslimregering van Mohamed Morsi werd opgesteld. Toen de broederschap op 10 november 2012 een campagne aankondigde om de grondwet te promoten, waren hij en andere leden van de 6 aprilbeweging al enkele weken bezig er campagne tegen te voeren. Later, op 3 juli 2013, viel ook Morsi's regime. Het bewind werd weer overgenomen door het Egyptische leger dat wederom met een nieuwe grondwet kwam, waarvan het concept werd goedgekeurd op 1 december 2013. De nieuwe grondwet verbiedt onder meer demonstraties die zonder politievergunning worden gehouden.
Nadat de 6 aprilbeweging eind 2013 een betoging had gehouden, waarvoor geen vergunning was aangevraagd, werd een proces begonnen tegen Adel en twee andere prominente leden van de beweging, Ahmed Maher en Ahmed Douma. De laatste twee werden meteen opgepakt, waarbij het proces tegen hen aanvankelijk in afwezigheid van Adel plaatsvond, tot hij op 19 december bij een inval in het Egyptische Centrum voor Economische en Sociale Rechten (ECESR) ook werd opgepakt. Op 22 december werden ze alle drie veroordeeld tot een gevangenisstraf van drie jaar en een geldboete van ongeveer 5.500 euro. De veroordeling gebeurde op grond van de nieuwe grondwet. In protest tegen de omstandigheden in de gevangenis, zoals geestelijke mishandeling en het ontbreken van winterkleding, gingen ze vanaf 26 december korte tijd in hongerstaking. De huidige leider van de 6 aprilbeweging, Amr Ali, behoorde niet tot de veroordeelden. Hij gaf op de dag van het vonnis aan, dat de onderdrukking in Egypte eind 2013 groter is dan tijdens het regime van Moebarak.
Daarna, in februari 2015, werd hij samen met 230 andere activisten tot een levenslange gevangenisstraf veroordeeld. Hij kan nog in hoger beroep.